# Сварочный робот

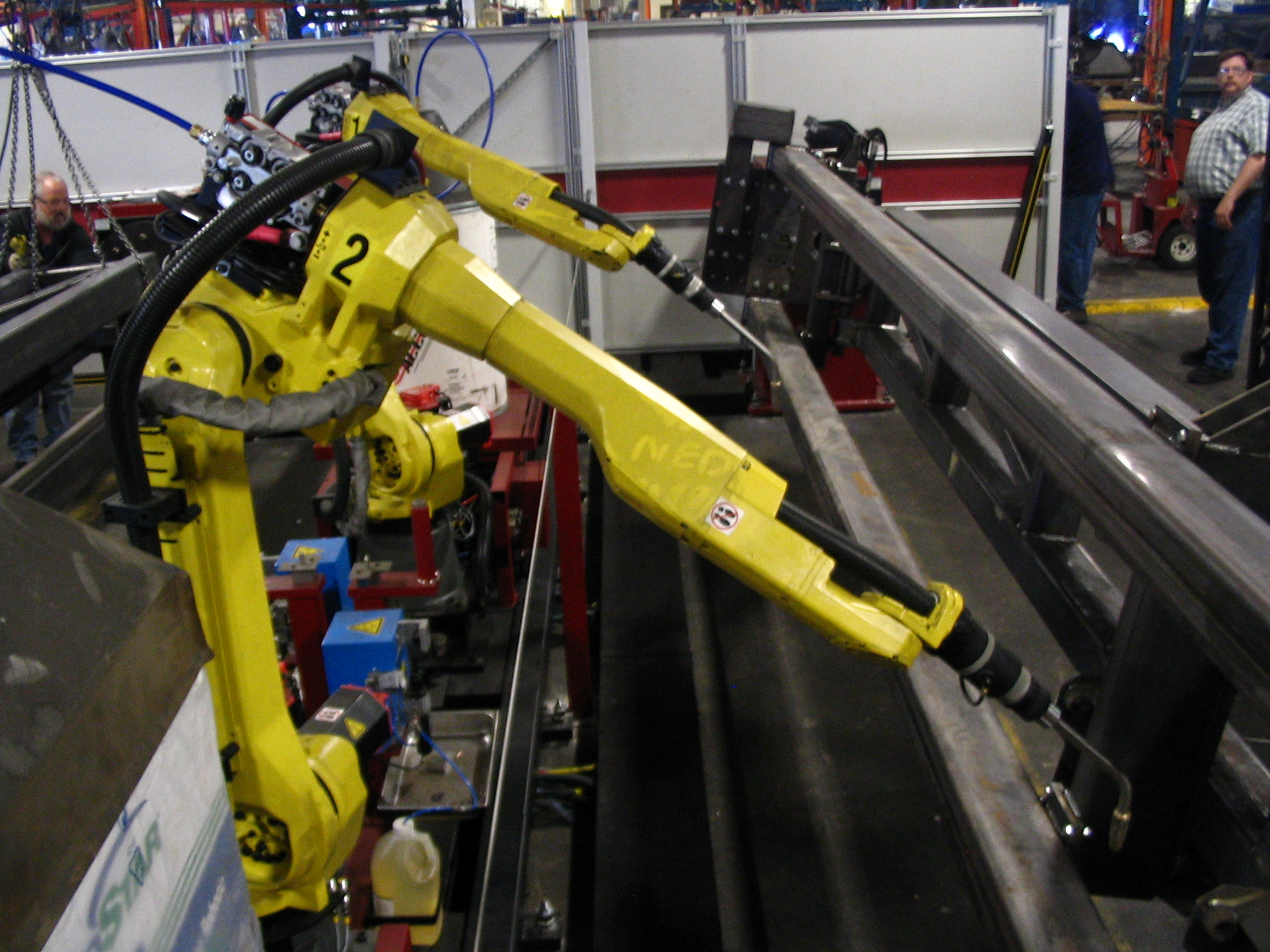
сварочные роботы FANUC

Сва́рочный ро́бот или роботизи́рованная сва́рка — сварка с использованием роботов, которые обеспечивают автоматизацию как самого процесса сварки, так и работ по перемещению и обработке деталей и изделий. Газовая дуговая сварка металлическим электродом часто автоматизирована, но для работы робота оператор готовит материалы, программирует его работу. Роботизированная сварка обычно используется для контактной точечной сварки и дуговой сварки в автомобильной промышленности.

## История

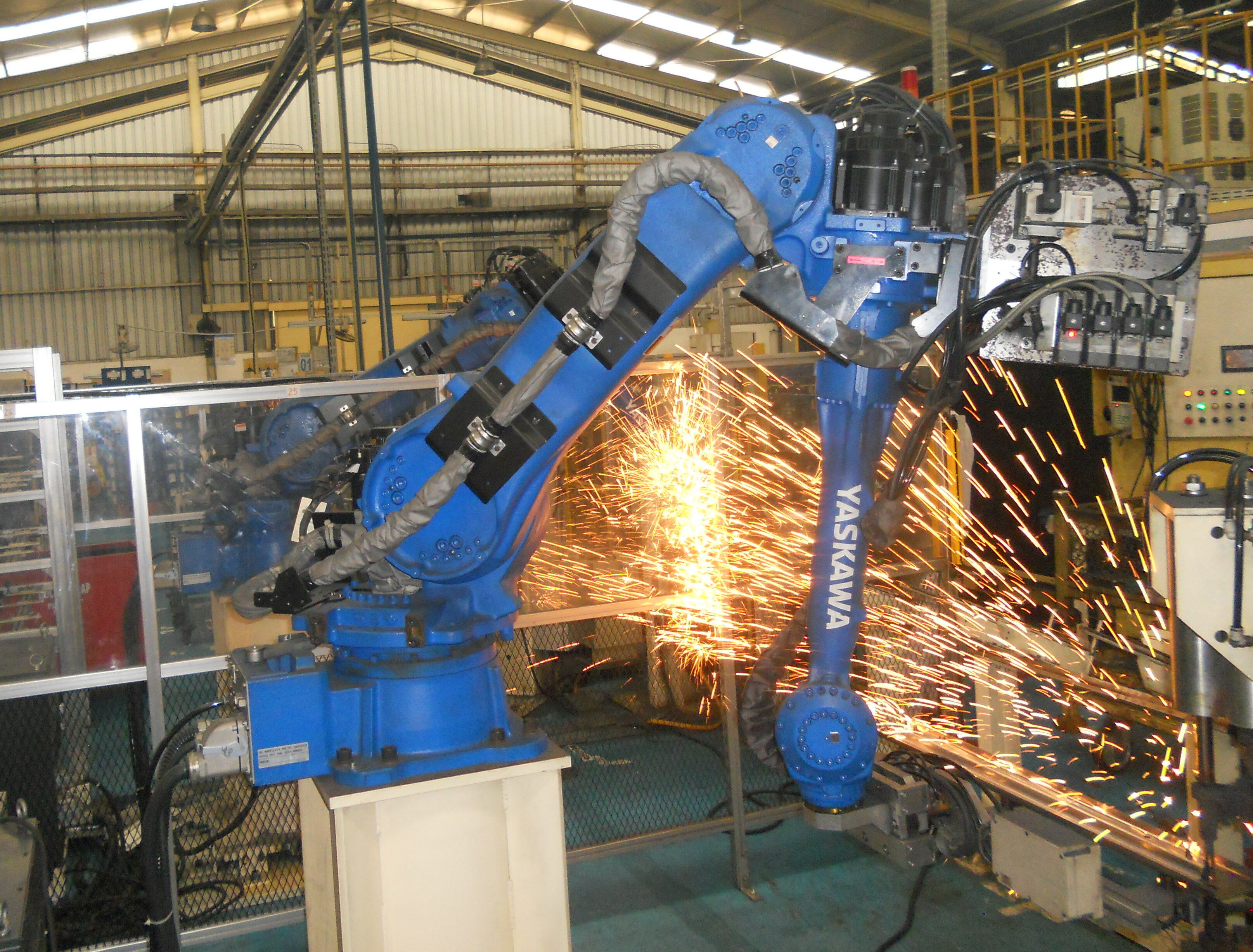
сварочный робот

Сварочный робот — одно из самых распространённых в настоящее время применений робототехники. Первой областью широкого применения промышленных роботов стала именно точечная контактная сварка (в 1969 году компания General Motors установила на автоматизированной линии для точечной контактной сварки автомобильных кузовов 26 роботов Unimate). Использование сварочных роботов (прежде всего — в автомобильной промышленности) значительно расширилось начиная с 1980-х годов; с тех пор количество таких роботов, используемых в промышленности, и спектр областей их применения выросли многократно. 
В 2005 году более 120 000 роботов использовалось в североамериканской индустрии, около половины из них — для сварки. 
Что касается России, то 80 % промышленных роботов, ввозимых в настоящее время в страну, составляют именно сварочные роботы.
Рост применения роботов в первую очередь ограничивался высокой стоимостью оборудования и их ограничением для высокопроизводительных приложений.
В 2014 году японская корпорация FANUC представила недорогой робот для дуговой сварки, чтобы обеспечить небольших производителей экономичной роботизированной дуговой сваркой.
Роботизация сварки в последнее время быстро развивается, сваркой занято около 20 % промышленных роботов.

## Устройство сварочных роботов
По своей структуре большинство сварочных роботов — это манипуляционные роботы, относящиеся к двум классам: 1) роботы последовательной структуры (с открытой кинематической цепью исполнительного механизма); 2) роботы параллельной структуры (у последних выше жёсткость конструкции, но рабочий объём меньше, а стоимость — значительно выше). Для сварки крупногабаритных конструкций (например, в судостроении) используют также мобильные сварочные роботы.
Всё более широкое распространение в промышленности получают робототехнические комплексы, включающие несколько (иногда — сотни) одновременно работающих сварочных роботов, а также роботы для выполнения вспомогательных (загрузочных и сборочных) операций. Робототехнический комплекс для сварки включает манипуляционную систему, сварочное оборудование, устройства управления и измерительные устройства.
Роботизация сварочных работ затронула несколько видов сварки, среди которых:
- точечная контактная сварка (роботизация такой сварки получила наибольшее развитие: на долю роботов для точечной контактной сварки приходится примерно 30 % от общего парка промышленных роботов[3]), при которой манипулятор оснащают сварочными клещами (такая сварка может выполняться в любом пространственном положении, так что манипулятор должен иметь не менее шести степеней подвижности, хотя иногда удаётся обойтись и пятью степенями подвижности)[14];
- дуговая сварка (её роботизация также получила широкое развитие, хотя автоматизацию дуговой сварки, несмотря на относительную простоту сварочного процесса, осложняет большое число факторов, оказывающих влияние на этот процесс[15]), для которой манипулятор оснащают сварочной головкой с электродом, причём для выполнения швов в оптимальном положении (при котором электрод должен быть перпендикулярен рабочей поверхности[16]) манипулятор должен иметь не менее пяти степеней подвижности при осесимметричном сварочном инструменте и не менее шести — при неосесимметричном)[17];
- сварка трением с перемешиванием, при которой рабочий орган манипулятора несёт быстро вращающийся инструмент — стержень, состоящий из утолщённого опорного бурта и выступающего наконечника, который медленно погружается в стык свариваемых деталей, после чего инструмент перемещают вдоль линии стыка (за счёт давления опорного бурта на поверхность кромок их материал разогревается за счёт внутреннего трения и претерпевает пластическую деформацию, так что соединение деталей происходит без расплавления — в твёрдой фазе; манипулятор должен при этом иметь от пяти до шести степеней подвижности, обеспечивая поддержание небольшого (1,5—4,5°) наклона инструмента в направлении сварки)[8];
- ультразвуковая сварка (применяемая, в частности, при монтаже внутренних соединений интегральных микросхем), при которой рабочий орган манипулятора несёт сварочный инструмент, состоящий из генератора ультразвука, волновода и сварочной иглы[18].

В простейших случаях сварочный робот сваривает детали по заданной программе; используют также технологии обучения роботов в режиме on-line (например, перед выполнением дуговой сварки электрод проводят — без включения дуги — вдоль будущего сварного шва, а получаемая информация используется в системе программного управления роботом). В более сложных случаях робот учитывает информацию, поступающую с различных датчиков; при этом используют системы технического зрения и силомоментного очувствления, лазерные дальномеры, щупы с тензометрическими датчиками, а система управления роботом становится системой адаптивного управления.

## Преимущества роботизированной сварки
Роботизация сварочных работ способна в несколько раз повысить эффективность производства. Применение сварочных роботов, выступающих в роли ключевого элемента гибкого автоматизированного производства, позволяет обеспечить высокое качество сварных соединений, снизить процент брака, избавить человека от монотонного труда (оставить сварщиков без работы). Роботизация сварки позволяет добиться значительной экономии сварочных материалов и электроэнергии, уменьшения сварочных деформаций. Она открывает возможность вести производство на меньшей площади, не требуя значительных затрат (неизбежных при ручной сварке) на мероприятия по охране труда и на оплату труда сварщиков-профессионалов. Хотя стоимость сварочных роботов относительно высока, но вложения окупаются достаточно быстро.
Весьма важны также достигаемые в условиях роботизированного производства сокращение времени изготовления продукции и обеспечение идентичности готовой продукции. Вместе с тем роботизация сварки влечёт расходы на программирование и обслуживание роботов, предъявляя жёсткие требования к сборке и позиционированию свариваемых заготовок.